# Polittico Lion
Il polittico dell'Annunciazione, noto anche con il nome di polittico Lion è un'opera del pittore veneziano Lorenzo Veneziano, che la realizzò tra il 1357 e il 1359. Destinato, in origine, alla chiesa di Sant'Antonio di Castello, è conservato alle Gallerie dell'Accademia dal 1812.

## Storia
Il polittico venne commissionato a Lorenzo dal nobile Domenico Lion, membro temporaneo del Maggior Consiglio della Serenissima Repubblica e di un'antica famiglia patrizia di Venezia. Domenico commissionò l'opera per la chiesa di Sant'Antonio di Castello, parte di un complesso monastico dei Canonici regolari di Sant'Antonio di Vienne, fondato nel 1346 dal priore di origine fiorentina, Giotto degli Abbati. Il polittico era destinato all'altare maggiore della chiesa, dedicato alla Vergine.
Il polittico venne spostato prima del 1664 nella sacrestia, ma rimase in chiesa fino al 1807 anno dei lavori di smantellamento dell'apparato decorativo e liturgico in vista  della demolizione della chiesa, insieme ai complessi adiacenti, per la costruzione dei Giardini Napoleonici, ora Giardini della Biennale. Venne brevemente conservato in un deposito dell'Arsenale fino al 1812, quando fu spostato in un nuovo deposito alle Gallerie dell'Accademia. Solo nel 1829 il polittico venne esposto, raggiungendo la disposizione attuale.

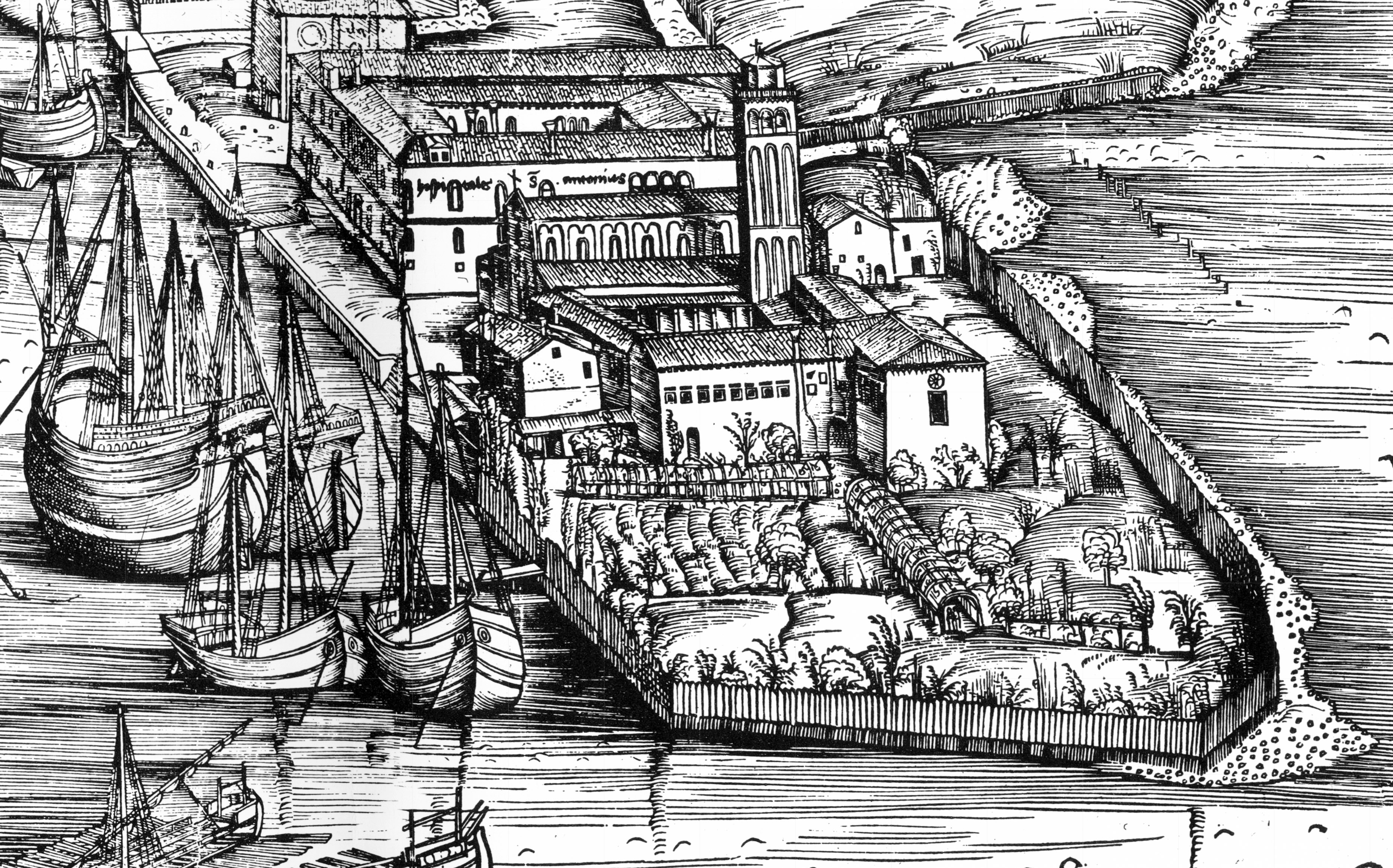
Jacopo de' Barbari, Venetie MD, 1500, xilografia, Museo Correr, Venezia, dettaglio della chiesa di Sant'Antonio di Castello.

## Descrizione

### Composizione

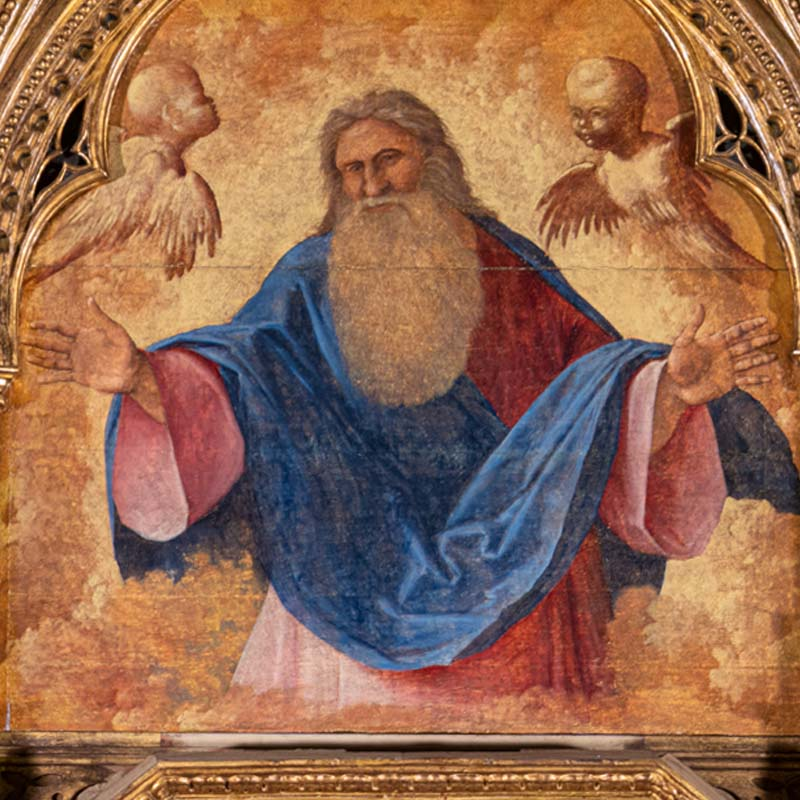
Benedetto Diana, Dio Padre, tempera su tavola, XIV secolo, Gallerie dell'Accademia, Venezia. Dipinto posto sulla sommità del Polittico dell'Annunciazione.

Da un punto di vista compositivo, il polittico Lion si presenta suddiviso su tre registri: due ordini di tavole sostenute da sei contrafforti e una predella alla base.

#### Registro superiore
Il registro superiore è dominato, al centro da un'immagine di Dio Padre aggiunta in epoca posteriore e non appartenente all'opera originale, che doveva prevedere, in quella posizione, un'altra figura andata perduta. Ai lati, si osserva una schiera di otto profeti a mezzo busto affacciati a loggette, disposti a coppie e difficilmente riconoscibili perché privi di attributi e iscrizioni. Il Dio Padre è un’opera quattrocentesca di Benedetto Diana, adattata agli inizi del Novecento e aggiunta al polittico per rimediare alla perdita della tavola che lì si trovava in origine. Il polittico, infatti, durante i suoi vari spostamenti, fu smontato e poi riassemblato, portando alla perdita sia della tavola centrale dell’ordine superiore, che della parte decorativa sommitale della cornice e di alcuni santi nei pileri pure sostituiti con delle figure moderne. Oggi non rimane notizia del soggetto rappresentato in origine al posto del Dio Padre, ma è ragionevole presupporre che si trattasse di una Crocifissione, secondo una prassi comune all'epoca.

#### Registro centrale

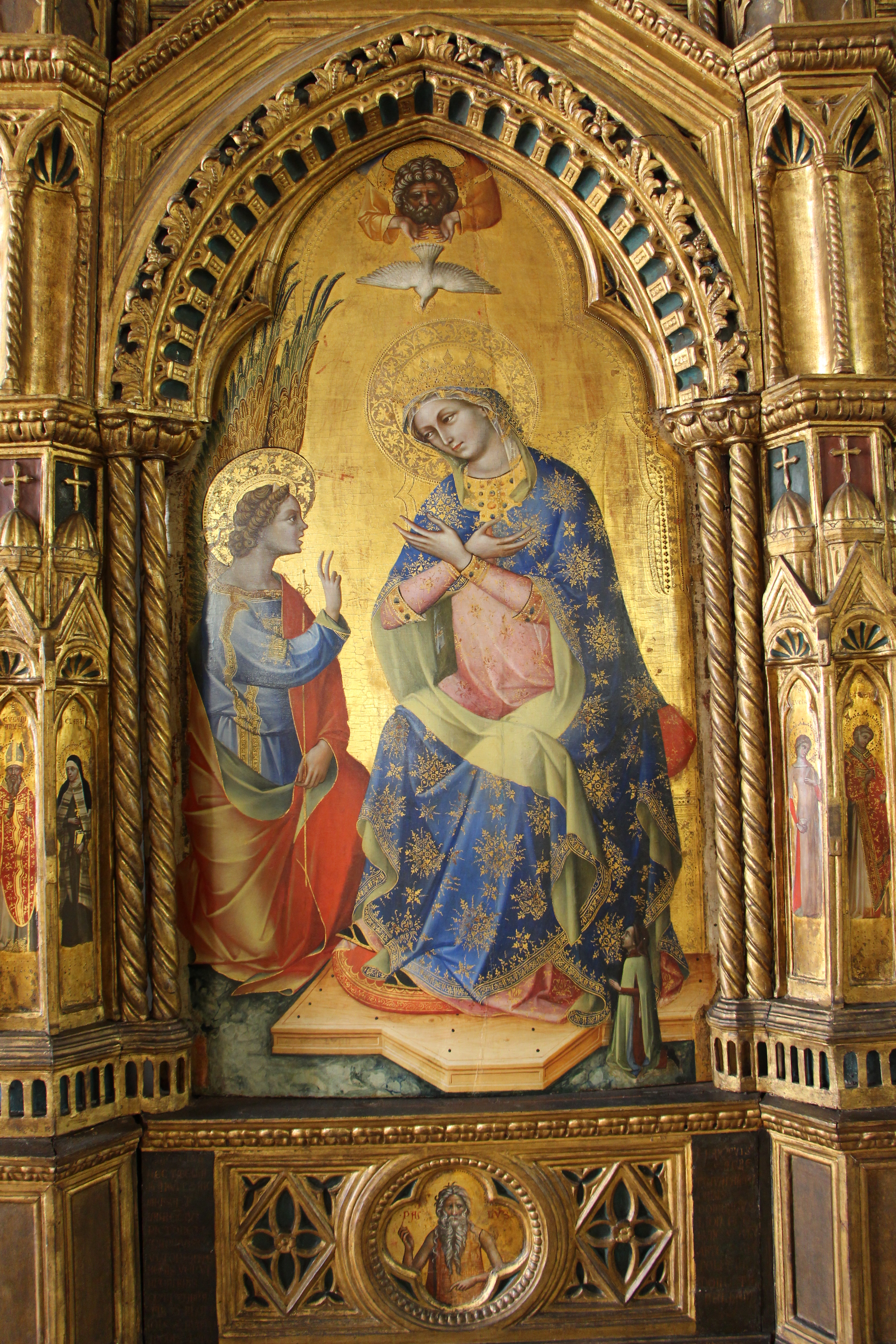
Lorenzo Veneziano, Polittico dell'Annunciazione, tempera su tavola, 1357-1359, Gallerie dell'Accademia, Venezia, dettaglio del pannello centrale dell'Annunciazione.

Nel registro centrale i santi raffigurati sono ben identificabili grazie ai loro attributi iconografici, in totale sono otto e appaiono disposti a coppie a sinistra e a destra dell’Annunciazione, che occupa la posizione centrale. Sono rappresentati da sinistra verso destra: sant’Antonio abate, san Giovanni Battista, san Pietro e san Paolo, san Giovanni Evangelista, santa Maria Maddalena, san Domenico e san Francesco. Si riescono a decodificare, grazie ad iscrizioni, anche le figure di santi posizionate su piccole tavolette a fondo oro disposte a gruppi di tre in ognuno dei due pilieri della cornice. Di queste trentasei figure dieci (Cassiano, Marciliano, Silvestro, Ubaldo, Vitale, Basilio, Martino, Felice, Agostino, Giorgio), non sono originali ma il risultato di un restauro compiuto nel 1829.

#### Predella
Su quest’ultima sono rappresentati cinque santi eremiti inseriti in quadrilobi e identificabili grazie a delle iscrizioni. Si tratta di san Saba, san Macario, san Paolo, sant’Ilario e san Teodoro.
L'iconografia del polittico riflette gli interessi dell'ordine degli Antoniani, di Venezia stessa e del committente, Domenico Lion. Sono presenti riferimenti alla leggendaria storia degli Antoniani, sia nella presenza dello stesso Antonio abate nel registro principale all’estrema destra, vestito dell’abito dell’ordine con un tau blu sul petto, sia nella predella dove sono raffigurati santi eremiti che conducevano vite ascetiche in Egitto e Palestina, quattro dei quali discepoli di Antonio. Tutti erano celebrati a Venezia come prova la presenza di agiografie locali riferite a ciascuno di loro. Nella predella i santi indossano una veste simile a quella di sant’Antonio ciò manifestando la continuità tra la vita ascetica di Antonio e la loro. I santi raffigurati sui pilieri, invece, sembrano essere quelli principalmente venerati dalla comunità veneziana del tempo. Infatti, almeno due terzi di questi risultano essere dedicatari di varie chiese presenti in città. L’Annunciazione della tavola centrale, infine. che difficilmente occupa posizioni centrali nei polittici veneziani trecenteschi, venendo, più tradizionalmente, collocata in altre parti della composizione, qui è posta in maggior risalto. La scelta è spiegabile considerando il forte legame che la famiglia Lion aveva con la figura della Vergine e la collocazione sull’altare maggiore della chiesa, di cui la Vergine era titolare. In aggiunta, Maria era intrinsecamente legata alla storia della Repubblica, ed i particolare al mito della sua fondazione. Secondo tradizione, la città, sarebbe stata fondata il 25 marzo del 421, giorno che, nel calendario liturgico, corrisponde alla festa dell'Annunciazione. L’intrinseco collegamento tra Venezia e la Vergine era celebrato nel polittico Lion, voluto proprio da un membro del principale organo di governo della Serenissima.

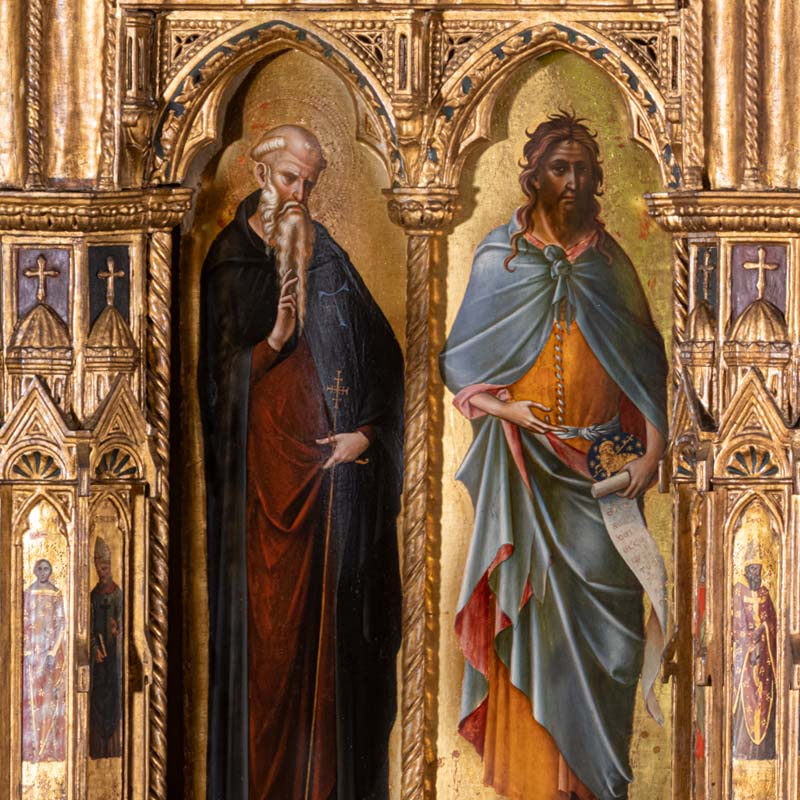
Lorenzo Veneziano, Polittico dell'Annunciazione, tempera su tavola, 1357-1359, Gallerie dell'Accademia, Venezia, dettaglio dei pannelli con Antonio abate e Giovanni Battista.

### Tecnica e stile

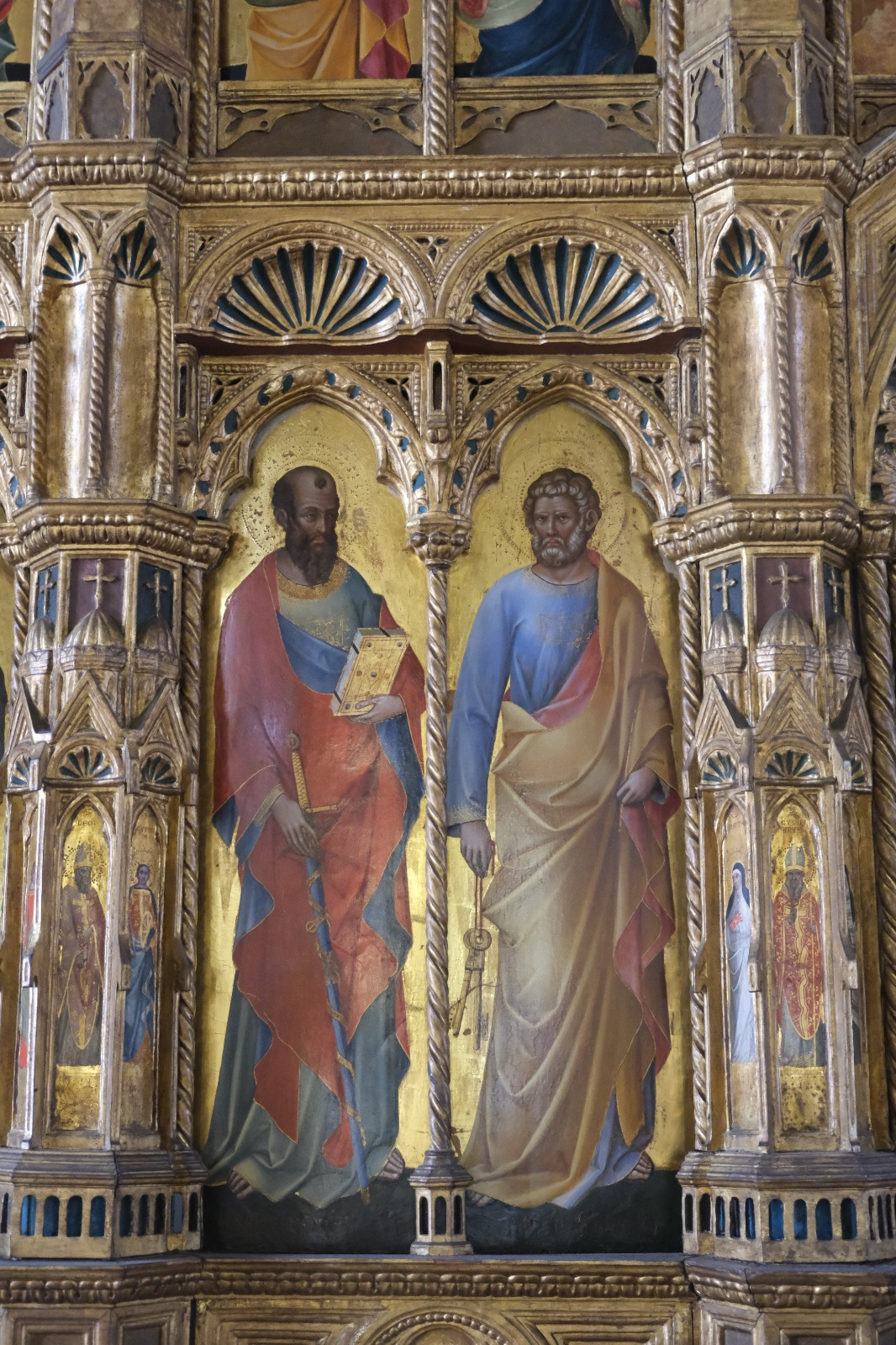
Lorenzo Veneziano, Polittico dell'Annunciazione, tempera su tavola, 1357-1359, Gallerie dell'Accademia, Venezia, dettaglio dei pannelli con Paolo e Pietro.

L’opera è eseguita a tempera su tavola ed è la più precoce opera datata e firmata con certezza da Lorenzo Veneziano, nell'iscrizione alla base del trono della Vergine. Il pittore, già nel 1357, dimostra di saper proporre uno stile molto personale e che sembra ispirarsi più alle esperienze a lui contemporanee della terraferma, incarnate da Guariento, Tommaso da Modena e Vitale da Bologna, che al lavoro di Paolo Veneziano, fondatore della scuola pittorica veneziana.
Ciò che colpisce a quest’altezza cronologica, a Venezia, è l’espressività nuova che Lorenzo dona alle proprie figure, ognuna di esse ben caratterizzata sia nella fisionomia che nell’atteggiamento. Si ritrovano nello stesso registro san Pietro con una veste dalle pieghe spezzate e dinamiche, e la Maddalena che invece si presenta sinuosa ed elegante, dall’incarnato più chiaro. Gli effetti mimetici che Lorenzo riesce ad ottenere per la pelle dei propri personaggi donano un maggior naturalismo alle figure differenziandole tra di loro, si va dalla morbidezza dell’incarnato della Vergine e della Maddalena ai tratti duri e rugosi dei santi più anziani.
Nella figura della Madonna è possibile trovare una caratterizzazione attenta e una volumetria definita da un chiaroscuro sfumato che ne fa risaltare la plasticità e la grazia. Lorenzo procede per pennellate sottili e ripetute velature dove i passaggi bruschi tra i toni vanno ad amalgamarsi in una sfumatura che dona naturalezza. La perizia tecnica del maestro emerge anche dal virtuosismo con cui realizza le vesti preziose e dalla lavorazione dell’oro. Al di là della perizia tecnica e del virtuosismo decorativo, si può inoltre apprezzare quanto Lorenzo, in questo polittico, cominci a rapportarsi con una serie di espressioni che lo accompagneranno per tutta la sua produzione. Allontanandosi da uno stile bizantineggiante di cui, tuttavia, rimane in parte debitore, cerca di creare un contatto emotivo con lo spettatore, impensabile da raggiungere tramite le espressioni auliche e divinizzate dei protagonisti dei polittici veneziani precedenti. L’evento sacro si fa via via più naturalistico e quotidiano attraverso uno stile più tenero e sfumato che si stava diffondendo in area padana nella seconda metà del Trecento.
La cornice, opera dell’intagliatore Zanino, è anch'essa opera di pregio. Realizzata su un supporto autonomo, oggi non aderente alle tavole dipinte, lascia intravedere alcune prove di pittura eseguite da Lorenzo nella zone che poi sarebbero state coperte dalla cornice. Gli schizzi ritraggono una donna incoronata, due teste di giovani, lo studio per un orecchio e per un naso e alcune prove di colore.